# Saab J29 Tunnan
SAAB J 29 Tunnan (ze szwedzkiego beczka) – szwedzki odrzutowy samolot myśliwski zaprojektowany i produkowany w latach 1950–1956 przez wytwórnię SAAB.

## Historia
Po zakończeniu II wojny światowej, Szwecja zdała sobie sprawę, że potrzebuje mocnej obrony przeciwlotniczej opartej na samolotach napędzanych nowoczesnymi silnikami odrzutowymi, dlatego też wszystkie rozpoczęte projekty samolotów napędzanych śmigłem zostały anulowane.
Początkowo zakupiono samoloty de Havilland Vampire i rozpoczęto licencyjną produkcję silników de Havilland Goblin do napędu przerobionego na napęd odrzutowy myśliwca Saab 21.
Projekt samolotu oznaczony jako JxR rozpoczął się w grudniu 1945. Przedstawiono dwie propozycje inżynierów wytwórni SAAB z których pierwsza, oznaczona nazwą kodową R101 zakładała zbudowanie samolotu podobnego kształtem do cygara, tak jak amerykański Lockheed F-80 Shooting Star. Jednak drugi projekt oznaczony jako R1001 o roboczej nazwie beczka, posiadał znacznie lepsze parametry.
Ponieważ silnik Goblin okazał się zbyt słaby do projektowanego myśliwca, wybrano do produkcji licencyjnej nowy silnik de Havillanda, będący wciąż w fazie rozwojowej, Ghost.
Na początku R1001 miał prawie proste skrzydła, ale po pozyskaniu przez szwedzkich inżynierów danych
z badań nad samolotami niemieckimi zmieniono je na ukośne, zamocowane pod kątem 25°. Samoloty niemieckie miały skrzydła pod kątem 45°, ale ponieważ uważano, że samolot z tak ostrym kątem skrzydeł będzie mniej stabilny, zastosowano kąt o niższej wartości.
Do tej pory nie jest jasne w jaki sposób pozyskano niemieckie dokumentacje, ponieważ wydaje się, że trafiły one w ręce rosyjskie albo amerykańskie (przy tym, Tunnan wykazywał pewne podobieństwo do niemieckiego projektu Messerschmitt P.1101).
Pierwszy prototyp, który wzbił się w powietrze 1 września 1948, był małym samolotem o dość krępej sylwetce z centralnym wlotem powietrza i kroplową osłoną kabiny, oraz bardzo cienkimi skośnymi skrzydłami. Ze względu na tę dość charakterystyczną sylwetkę ochrzczono go jako Flygande Tunnan – latająca beczka. Oficjalnie oznaczony jako J 29, był pierwszym produkowanym seryjnie samolotem ze skośnymi skrzydłami. Był to jeden z najlepszych myśliwców swoich czasów, wykazując się dużą prędkością i doskonałą zwrotnością.
Przez krótki czas lat 50. XX wieku Szwecja była klasyfikowana jako czwarty kraj na świecie pod względem lotnictwa. Tunnan jest jak do tej pory jedynym szwedzkim myśliwcem użytym bojowo. W 1961 pięć myśliwców J 29B będących częścią kontyngentu ONZ pełniącego misję pokojową, stacjonowało w Kongu podczas secesji Katangi. Wykonywały one ataki na cele naziemne. Atakowały też samoloty lotnictwa Katangi na lotniskach, przy pomocy działek i niekierowanych pocisków rakietowych. Pomimo silnej obrony przeciwlotniczej żaden z samolotów nie ucierpiał.
Łącznie zbudowano 661 egzemplarzy myśliwca Tunnan w latach 1950–1956.
W 1954 ustanowiono na myśliwcu Tunnan rekord prędkości wynoszący 977 km/h, który został pobity przez amerykański F-86 Sabre.

## Wersje samolotu Tunnan

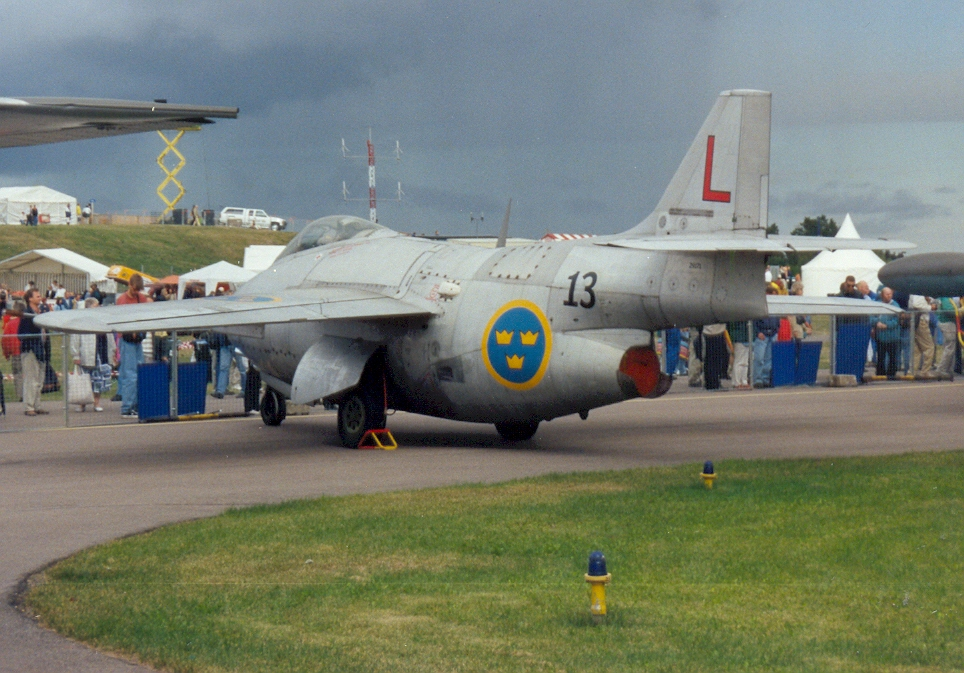
J 29 Tunnan

### Saab 29
Prototyp. Wybudowano 4 sztuki.

### J 29A
Podstawowa wersja myśliwska. Wyprodukowano 224 sztuki w latach 1951–1953. Pozostały w służbie do 1963.

### A/J 29B
Wersja myśliwsko-szturmowa. Wyprodukowano 361 egzemplarzy w latach 1953–1955. W służbie do 1957. Dodano zbiorniki paliwa w skrzydłach w celu zwiększenia zasięgu. Chociaż dodano możliwość atakowania celów naziemnych, to oznaczenie samolotu (A 29B lub J 29B) zależało od tego w jakim dywizjonie go wykorzystywano.

### S 29C
Wersja rozpoznawcza. Wyprodukowano 76 egzemplarzy w latach 1954–1956, w służbie do 1970. Przeprojektowano kadłub w celu pomieszczenia pięciu kamer różnych typów. Początkowo używano
dwóch kamer z samolotu Spitfire PR.XIX. Wszystkie kamery umieszczone w kadłubie były zabezpieczone pokrywami otwieranymi przed zrobieniem zdjęcia. Można ich było używać także jako hamulców aerodynamicznych. Później zamieniono je na szklane okienka.
Dwa samoloty tego typu 23 maja 1955 roku ustanowiły rekord prędkości po okręgu zamkniętym 1000 km wynoszący 900,6 km/h (poprzedni wynoszący 822 km/h ustalono na samolocie Gloster Meteor w roku 1950). S b29C był pierwszym szwedzkim samolotem bojowym wyposażonym w aparaturę ostrzegającą przed opromieniowaniem wiązką radarową.
Wszystkie samoloty tej wersji zmodyfikowano w latach 1955–1956 przez zmianę skrzydeł na takie same jak w wersji E, umożliwiające osiągnięcie większej prędkości. Nigdy jednak nie wyposażono ich w dopalacze.

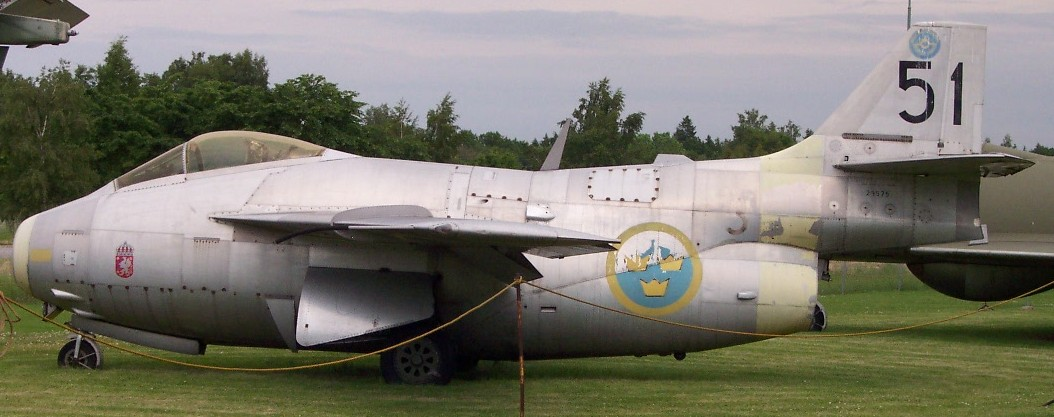
Saab J 29B

### Saab 29D
Jeden egzemplarz wybudowany w 1955 roku z silnikiem wyposażonym w dopalacz. Później przebudowany na wersję J 29F.

### J 29E
Samoloty zmodyfikowane w celu zwiększenia prędkości krytycznej z 0,86 do 0,89 Ma. Prawie wszystkie samoloty wersji B przebudowano na E.

### J 29F
Samoloty przebudowane w latach 1955–1958 z wersji J/A 29B i J 29E. Ogólnie przebudowano 308 sztuk z czego 210 w fabryce Saaba, a resztę we własnym zakresie przez armię szwedzką.

Modyfikacja polegała na zmianie skrzydeł umożliwiających większy udźwig uzbrojenia, wymiany silników na nowe licencyjne typu Ghost ze szwedzkim dopalaczem. Dodano też możliwość podwieszenia dwóch pocisków rakietowych AIM-9B Sidewinder.
Po 1968 samoloty te służyły do holowania celów powietrznych i do symulowania ataku powietrznego jako wrogi dywizjon.
30 sztuk J 29F sprzedano w 1961 do Austrii, gdzie pozostawały w służbie do 1972.

### Sk 29
Planowana w 1950 wersja szkolno-treningowa. Docelowo samolot miał posiadać dwumiejscową kabinę z pilotami siedzącymi obok siebie, kosztem zmniejszenia pojemności zbiorników paliwa. Projekt został jednak zarzucony w tym samym roku, ze względu na brak mocy produkcyjnych w fabrykach SAAB.